# Hurali Chikkanahalli, Bangalore North
Hurali Chikkanahalli là một làng thuộc tehsil Bangalore North, huyện Bangalore Urban, bang Karnataka, Ấn Độ.